# ディープスペースネットワーク

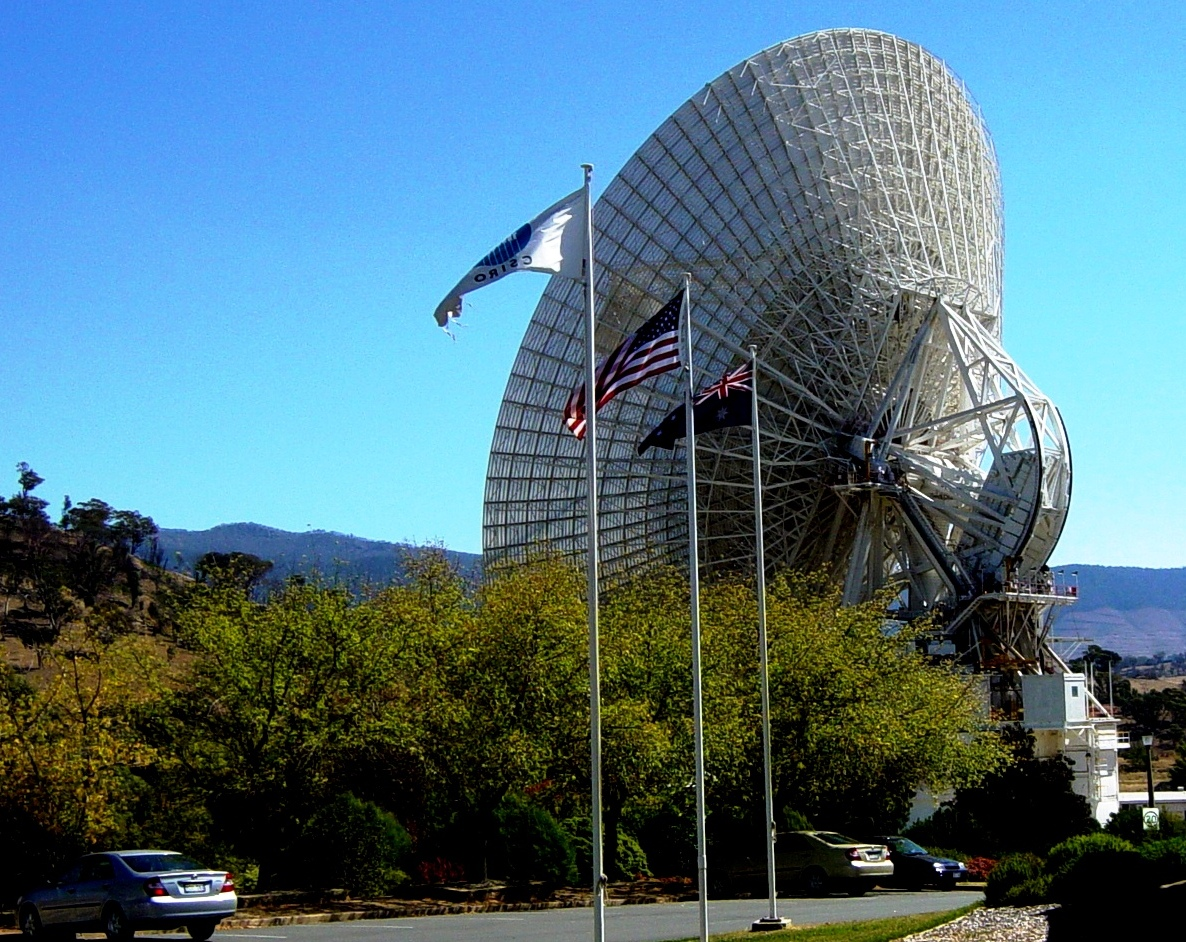
キャンベラ深宇宙通信施設のパラボラアンテナ

ディープスペースネットワーク（Deep Space Network）とは、NASAが深宇宙探査の為に立ち上げた深宇宙通信情報網の総称。ジェット推進研究所（JPL）に所属する。

## 概要
地球の自転や位置などに関係なく、1年を通して外宇宙の探査機と交信できるよう、通信局の配置を考慮して、アメリカのNASAが構築した外惑星群（木星以遠）との通信用ネットワークのことである。現在では、外惑星探査機だけでなく、月・内惑星・地球近傍の小惑星や彗星などの探査機全般で使用している。
可視範囲が狭い低軌道の衛星の場合と異なり、月軌道や惑星探査機との通信は、地球上に約120度間隔で設置した3箇所の地上局だけで対応が可能である。しかし遠距離通信となるため、巨大なアンテナを必要とし、超高感度の受信機と強力な送信機を必要とする。
DSNの構築が始まったのは1960年代初頭であり、当初に建設された各施設は老朽化が急速に進んでいて、近年の積極的な探査機の展開に対して必要な機能の不足が目立っている。そのため、NASAは本ネットワークに属する設備を漸次新しい設備や施設に交換しつつある。
DSN用の地上局としては、アメリカ西海岸（カリフォルニア州）のゴールドストーン深宇宙通信施設、スペインのマドリード深宇宙通信施設、オーストラリアのキャンベラ深宇宙通信施設の3箇所がある。これらの3局は、JPLのDeep Space Operations Center (DSOC) とつながっており、ここでモニタと運用が行われている。各局には最低限以下の設備が設置されている。
- 26mアンテナ1基
- 34mの高効率アンテナ1基
- 34mのビーム導波管アンテナ1基以上（ゴールドストーンに3基、マドリッドに2基、キャンベラに1基）
これらは1990年代後半から2004年までに追加設置された新しいアンテナ。
- 70mアンテナ1基
この大型アンテナの直径は建設当初は64mであったが、ボイジャー2号の天王星、海王星ミッションをサポートするために70mに改造された。

2014-2016年にかけてキャンベラ局に新設されたアンテナ（どちらも34mアンテナ）
・DSS35
　　　2014年に完成、運用開始し現在も運用中である。
・DSD36
2016年に完成、運用開始し現在も運用中である。

## 信号処理能力の向上
DSNの基本的な能力は1990年代初めから大きな変化はないが、デジタル信号処理、複数のアンテナを組み合わせた干渉電波望遠鏡、エラー訂正の技術が進展し、これらが能力の向上に使われている。
ボイジャー2号の海王星探査から、複数のDSNアンテナで受信したデータを集めて受信能力を改善するDSN arrayという方式が使われるようになった。また、主アンテナの展開に失敗した木星探査機ガリレオからのデータ受信にもこの技術が活躍した。

## 設立50周年
DSNは、2013年12月24日で設立50周年を達成した。DSNは、アメリカ陸軍が1950年代に運用していたDeep Space Instrumentation Facilityに所属する数基の小型アンテナを使用して1963年12月24日に設立された。最初は、マリナー2号、IMP-A、アトラス・セントール2の3機の運用から始められたが、50年後の現在は太陽系全体の探査機33機の運用を24時間体制で行っており、日本、ヨーロッパ、ロシアの探査機もこのDSNの支援を受けている。また2013年11月に打ち上げられたインド初の火星探査機MOM (Mars Orbiter Mission) との通信にも使われている。

## インスタンス
- 日本のディープスペースネットワーク
- ヨーロッパのディープスペースネットワーク（英語版）
- ソビエトのディープスペースネットワーク（英語版）
- 中国のディープスペースネットワーク（英語版）
- インドのディープスペースネットワーク（英語版）